# Michele Mitchell
Michele Mitchell (* 10. Januar 1962 in Phoenix, Arizona) ist eine ehemalige amerikanische Wasserspringerin. Sie nahm an zwei Olympischen Spielen teil und gewann dabei zwei Silbermedaillen.

## Karriere
Michele Mitchell studierte an der University of Arizona. Sie nahm an den Olympischen Sommerspielen 1984 in Los Angeles teil. Im Wettbewerb vom Sprungturm konnte Mitchell hinter der Chinesin Zhou Jihong die Silbermedaille gewinnen. 1987 startete sie bei den Panamerikanischen Spielen in Indianapolis. Dort gewann sie die Goldmedaille vom Zehn-Meter-Turm. In Seoul, bei den Olympischen Sommerspielen 1988, startete Michele Mitchell erneut im Wettbewerb vom Sprungturm. Wie vier Jahre zuvor gewann sie olympisches Silber. Diesmal lag vor ihr nur die Chinesin Xu Yanmei.